# Aire urbaine de Commercy
L'aire urbaine de Commercy est une aire urbaine française centrée sur la ville de Commercy, dans la Meuse. Elle comptait 7305 habitants en 2016.

## Caractéristiques
D'après la définition qu'en donne l'INSEE, l'aire urbaine de Commercy est composée de 3 communes, et situées dans la Meuse. L'aire urbaine de Commercy est rattachée à l'espace urbain Est. Son zonage n'est pas identique à celui de l'unité urbaine de Commercy.

## Composition selon la délimitation de 2016
| Nom                | Code Insee | Statut | Superficie (km2) | Population (dernière pop. légale) | Densité (hab./km2) |
| ------------------ | ---------- | ------ | ---------------- | --------------------------------- | ------------------ |
| Commercy (siège)   | 55122      |        | 35,37            | 5 332 (2022)                      | 151                |
| Boncourt-sur-Meuse | 55058      |        | 10,84            | 319 (2022)                        | 29                 |
| Vignot             | 55553      |        | 16,02            | 1 277 (2022)                      | 80                 |